# Horcajada de la Torre
Horcajada de la Torre és una pedania del municipi espanyol de Torrejoncillo del Rey, a la província de Conca, Comunitat Autònoma de Castella-la Manxa. Té 28 habitants segons l'INE (2016).

## Localització i accessos
Està situada a mig camí entre Tarancón i Conca al costat de l'autovia A-40. Sortida 270.

## Demografia
| Gràfica d'evolució de Horcajada de la Torre entre 1842 i 1970 |
|                                                               |